# Corozal Bay
Corozal Bay är en vik i Belize. Den ligger i distriktet Corozal, i den norra delen av landet, 130 km norr om huvudstaden Belmopan.